# Antonio Barbero Carnicero
Antonio Barbero Carnicero (Madrid, 30 de octubre de 1903-Alicante, 26 de abril de 1990) fue un médico y cirujano español  especializado en corazón y pulmón. Director del Hospital Antituberculoso de Alicante hasta su jubilación en 1974 y cofundador de la clínica privada «Sanatorio Perpetuo Socorro» de Alicante.

## Biografía
Nacido en 1903, Barbero Carnicero estudió Medicina en la Universidad de Madrid. Ejerció pronto en Alicante, donde se casó con María Ferrándiz Senante. Trabajó para la Beneficencia provincial en el Dispensario Antituberculoso a finales de la década de 1920 de la plaza de España dependiente del Hospital provincial de Alicante.
A principios de los años treinta abrió el nuevo Dispensario Antituberculoso en el barrio alicantino de Benalúa. Fue confirmado por la Segunda República Española como director del Antituberculoso por el gobierno de Manuel Azaña. Sin embargo, en 1938, durante la Guerra Civil, tuvo que huir de Alicante. Acabada la guerra, volvió como director del entonces Dispensario Provincial Antituberculoso en la plaza de España. En febrero del año 1942 conoció de primera mano la situación del poeta Miguel Hernández, internado en el Reformatorio de Adultos alicantino, pues el pintor Miguel Abad Miró, amigo del poeta, contactó con él y Barbero accedió a visitarle. Lo trasladó al Dispensario y le practicó una operación que alivió la situación del poeta, recomendando su traslado al Hospital Antituberculoso de Valencia « Moliner Porta Coeli». Semanas después volvió Abad Miró a buscarlo pues la situación del poeta era peor y tuvo que operarlo en el propio Reformatorio de Adultos con la colaboración del radiólogo Alfonso de Miguel, propietario del único aparato portátil de Rayos X. Lamentablemente tras su nueva intervención, constataron ambos médicos su gravedad pero el permiso para su traslado llegó tarde y el poeta falleció poco después.
En 1942, pudo por fin inaugurar la «Casa de Reposo y Sanatorio Perpetuo Socorro» en sociedad con los médicos Sánchez San Julián, José Clavero... El edificio fue diseñado por Miguel López González con la colaboración del pintor y entonces proyectista M. Abad Miró quien además donó una pintura en tabla para presidir la capilla, "La Virgen del Perpetuo Socorro".
El 12 de abril de 1945, como médico del Cuerpo de Sanidad Nacional, fue destinado al "Patronato Nacional Antituberculoso".
En la década de 1950 solicitó, junto a Gastón Castelló, Vicente Mújica, Gabriel Celaya y otros, un reconocimiento para el poeta universal.
Fue miembro de la 'Sociedad de Medicina y Cirugía de Levante'. También Barbero formó parte del grupo diocesano que impulsó un cotolengo alicantino en 1963, grupo compuesto entre otros por Pedro Herrero Rubio, Ismael Payá Rico o Julio Ruiz Olmos. El mismo año participó en el III Congreso Nacional de Cardiología; en 1965 participó en el IV Congreso Nacional de Medicina y Securidad en el Trabajo y acudió al IX Congreso de dolencias del tórax en Copenhague. A finales de 1950 impulsó la creación del llamado Sanatorio Cardiológico Nacional de Alicante, en Sant Vicent del Raspeig, que sustituyó el antiguo Dispensario Provincial Antituberculoso. Murió el 26 de abril de 1990. En su recuerdo una céntrica plaza de la ciudad de Alicante lleva su nombre.

## Distinciones
En 1975 le otorgaron la Medalla al Mérito en el Trabajo de plata y, ya en democracia, la Cruz de caballero de la Orden Civil de Sanidad.